# Linea Katamachi
La linea Katamachi (片町線?, Katamachi-sen), meglio nota come linea Gakkentoshi (学研都市線?, Gakkentoshi-sen), è una ferrovia suburbana della regione del Kansai, in Giappone. Collega la città di Osaka con la parte nord-orientale della Prefettura di Osaka e con quella meridionale della Prefettura di Kyoto, terminando a pochi chilometri dalla città di Nara. I terminali sono la stazione di Kizu a Kizugawa, nella prefettura di Kyōto, e la stazione di Kyōbashi, a Osaka. È gestita da West Japan Railway Company (JR West).
Il nome "Gakkentoshi", letteralmente "città della ricerca", indica la Città della scienza del Kansai, un vasto comprensorio universitario e di istituti di ricerca situato nei dintorni della stazione terminale di Kizu. La linea è conosciuta maggiormente con questo nome che con quello ufficiale Katamachi, che era il nome della vecchia stazione terminale di Osaka, dismessa nel 1997 dopo l'apertura della linea JR Tōzai.

## Servizi ferroviari
La maggior parte dei convogli, dopo essersi fermati alla stazione di Kyobashi, proseguono sulla linea JR Tōzai che attraversa in sotterranea il centro di Osaka e termina alla stazione di Amagasaki. L'unione delle due linee viene chiamata linea Tōzai-Gakkentoshi. Da Amagasaki alcuni treni proseguono sulla linea principale Tōkaidō (linea JR Kōbe) ed altri sulla linea Fukuchiyama (linea JR Takarazuka). Questo collegamento permette di viaggiare direttamente da Kizugawa a est, verso Kōbe, Himeji, e Sanda. Alcuni dei convogli che transitano ad Amagasaki, partono o arrivano alla stazione di Nara passando per quella di Kizu.
Sono disponibili diversi servizi ferroviari:
Servizio locale (普通?, Futsū) (Lo)
Attivo tutto il giorno; la maggior parte dei treni percorrono il tratto fra Matsuiyamate e Nishi-Akashi sulla linea Sanyō (linea JR Kōbe). Nelle ore di punta continuano fino a Fukuchiyama (linea JR Takarazuka), altri terminano a Kyōbashi.
Servizio regionale rapido (区間快速?, Kukan Kaisoku) (RR)
Attivo la mattina presto e la sera tardi, solo nelle ore di punta. Alcuni da/per Nara, la maggior parte da/per Dōshishamae o Kyōtanabe. Servizio via  Nishi-Akashi o Shin-Sanda.
Servizio rapido (快速?, Kaisoku) (Ra)
La maggior parte dei treni è diretto a Shin-Sanda o Sasayamaguchi sulla linea Fukuchiyama. Un treno ogni 15 minuti per direzione.
Servizio rapido diretto (直通快速?, Chokutsū Kaisoku) (RD)
Treni in servizio sulla linea Ōsaka Higashi solo fra Hanaten e Kyōbashi. Quattro treni per Amagasaki provenienti da Nara la mattina e 4 viceversa la sera.
| Stazione          | Giapponese        | RR                | Ra                | RD                | Collegamenti                                                                                    | Posizione                                     | Posizione                                     |
| Servizio diretto: | Servizio diretto: | Servizio diretto: | Servizio diretto: | Servizio diretto: | per Nara via linea Yamatoji                                                                     | per Nara via linea Yamatoji                   | per Nara via linea Yamatoji                   |
| ----------------- | ----------------- | ----------------- | ----------------- | ----------------- | ----------------------------------------------------------------------------------------------- | --------------------------------------------- | --------------------------------------------- |
| Kizu              | 木津              | ●                 | ●                 | ｜                | Linea principale Kansai Linea Yamatoji Linea Nara                                               | Kizugawa                                      | Kyoto                                         |
| Nishi-Kizu        | 西木津            | ●                 | ●                 | ｜                |                                                                                                 | Kizugawa                                      | Kyoto                                         |
| Hōsono            | 祝園              | ●                 | ●                 | ｜                | Linea Kintetsu Kyōto (Stazione di Shin-Hōsono)                                                  | Seika, Sōraku                                 | Kyoto                                         |
| Shimokoma         | 下狛              | ●                 | ●                 | ｜                |                                                                                                 | Seika, Sōraku                                 | Kyoto                                         |
| JR Miyamaki       | JR三山木          | ●                 | ●                 | ｜                |                                                                                                 | Kyōtanabe                                     | Kyoto                                         |
| Dōshishamae       | 同志社前          | ●                 | ●                 | ｜                |                                                                                                 | Kyōtanabe                                     | Kyoto                                         |
| Kyōtanabe         | 京田辺            | ●                 | ●                 | ｜                | Linea Kintetsu Kyoto (stazione di Shin-Tanabe)                                                  | Kyōtanabe                                     | Kyoto                                         |
| Ōsumi             | 大住              | ●                 | ●                 | ｜                |                                                                                                 | Kyōtanabe                                     | Kyoto                                         |
| Matsuiyamate      | 松井山手          | ●                 | ●                 | ｜                |                                                                                                 | Kyōtanabe                                     | Kyoto                                         |
| Nagao             | 長尾              | ●                 | ●                 | ｜                |                                                                                                 | Hirakata                                      | Osaka                                         |
| Fujisaka          | 藤阪              | ●                 | ｜                | ｜                |                                                                                                 | Hirakata                                      | Osaka                                         |
| Tsuda             | 津田              | ●                 | ｜                | ｜                |                                                                                                 | Hirakata                                      | Osaka                                         |
| Kawachi-Iwafune   | 河内磐船          | ●                 | ●                 | ｜                | Linea Keihan Katano (Stazione di Kawachi-Mori)                                                  | Katano                                        | Osaka                                         |
| Hoshida           | 星田              | ●                 | ●                 | ｜                |                                                                                                 | Katano                                        | Osaka                                         |
| Higashi-Neyagawa  | 東寝屋川          | ●                 | ｜                | ｜                |                                                                                                 | Neyagawa                                      | Osaka                                         |
| Shinobugaoka      | 忍ヶ丘            | ●                 | ｜                | ｜                |                                                                                                 | Shijōnawate                                   | Osaka                                         |
| Shijōnawate       | 四条畷            | ●                 | ●                 | ｜                |                                                                                                 | Daitō                                         | Osaka                                         |
| Nozaki            | 野崎              | ｜                | ｜                | ｜                |                                                                                                 | Daitō                                         | Osaka                                         |
| Suminodō          | 住道              | ●                 | ●                 | ｜                |                                                                                                 | Daitō                                         | Osaka                                         |
| Kōnoikeshinden    | 鴻池新田          | ｜                | ｜                | ｜                |                                                                                                 | Higashiōsaka                                  | Osaka                                         |
| Tokuan            | 徳庵              | ｜                | ｜                | ｜                |                                                                                                 | Higashiōsaka                                  | Osaka                                         |
| Hanaten           | 放出              | ●                 | ●                 | ●                 | Linea Ōsaka Higashi                                                                             | Osaka                                         | Osaka                                         |
| Shigino           | 鴫野              | ｜                | ｜                | ｜                | Linea Imazatosuji                                                                               | Osaka                                         | Osaka                                         |
| Kyōbashi          | 京橋              | ●                 | ●                 | ●                 | Linea JR Tōzai Linea Circolare di Ōsaka Linea principale Keihan Linea Nagahori Tsurumi-ryokuchi | Osaka                                         | Osaka                                         |
| Servizio diretto: | Servizio diretto: | Servizio diretto: | Servizio diretto: | Servizio diretto: | per Amagasaki e Takarazuka via linea JR Tōzai                                                   | per Amagasaki e Takarazuka via linea JR Tōzai | per Amagasaki e Takarazuka via linea JR Tōzai |

## Storia
La linea fu costruita nel 1895 dalle Ferrovie Naniwa (浪速鉄道 ?,  Naniwa Tetsudo) ed inizialmente collegava la stazione di Katamachi a Osaka con quella di Shijōnawate per un percorso di una dozzina di chilometri. Due anni dopo le Ferrovie del Kansai acquisirono la linea e costruirono il tratto da Shijōnawate a Kizu, con l'intenzione di prolungare la ferrovia fino a Nagoya. Quando in seguito le Ferrovie del Kansai comprarono dalla Ferrovia di Osaka la linea da Nara a Minatomachi (l'odierna stazione di Namba), la Katamachi divenne una linea secondaria.
Nel 1932, il tratto Katamachi Shijōnawate divenne la prima linea elettrica nel Kansai delle Ferrovie del Governo del Giappone. Il tratto elettrico fu esteso fino alla stazione di Nagao nel 1950 ed in seguito per lungo tempo non vi furono altre modifiche. Dopo la privatizzazione delle Ferrovie Nazionali Giapponesi, nel 1987 la linea passò alla West Japan JR, che nel giro di due anni apportò sensibili miglioramenti e completò la linea elettrica. Nel 1997 venne inaugurata la linea JR Tōzai, proveniente da Amagasaki, che venne congiunta alla linea Katamachi nella stazione di Kyōbashi. La vecchia stazione terminale di Katamachi fu abbandonata e sostituita da quella passante di Ōsakajō-kitazume, che fa parte della linea JR Tōzai. I treni poterono subito proseguire sulla linea di Fukuchiyama. Nel 2008 fu inaugurata la linea Ōsaka Higashi delle Ferrovie Osaka Soto-Kanjo, anch'essa gestita dalla West Japan JR, che collega la stazione di Hanaten della linea Katamachi con la stazione di Kyūhōji di Yao.